# Jocón (kommun)
Jocón är en kommun i Honduras.   Den ligger i departementet Departamento de Yoro, i den centrala delen av landet, 130 km norr om huvudstaden Tegucigalpa. Antalet invånare är 7 449.